# Bereliurai (Ort)
Bereliurai (Bere Liurai, Berlorai, Berliurai) ist eine osttimoresische Siedlung im Suco Fahisoi (Verwaltungsamt Remexio, Gemeinde Aileu).

## Geographie und Einrichtungen
Das Dorf Bereliurai liegt im Zentrum der Aldeia Bereliurai, auf einem Bergrücken in einer Meereshöhe von 1118 m. Eine Straße durchquert das Dorf, die es im Osten mit den Dörfern Sifai und Betulalan im Norden des Sucos Fadabloco verbindet und im Westen durch die Orte Manu Uma und Takabalu nach Dirohati führt, wo die Überlandstraße zwischen der Landeshauptstadt Dili im Norden und Namolesso im Süden verläuft. Im nördlich gelegenen Tal (auf etwa 925 m) verläuft der Bauduen, im südlichen (etwa 900 m) der Ai Mera. Beide Flüsse sind Teil des Systems des Nördlichen Laclós.
Im Dorf Bereliurai befinden sich die Grundschule Slaurlala und der Sitz des Sucos Fahisoi.